# Волго-Уральська нафтогазоносна провінція
Волго-Уральська нафтогазоносна провінція — одиниця нафтогазогеологічного районування першого рангу регіонального рівня. Розташована на сході Східноєвропейської платформи і охоплює території Татарстану, Башкортостану, Удмуртії, Пермської, Волгоградської, Саратовської, Самарської, Ульянівської, Пензенської і Оренбурзької областей Російської Федерації. Загальна площа провінції становить близько 700 тисяч км². Головні водні артерії — річки Волга, Кама, Біла, Урал, Чусова. Основні центри видобутку і переробки нафти і газу — міста Альметьєвськ, Оса, Нефтекамськ, Туймаза, Октябрський, Ігра, Отрадний, Бугуруслан, Бузулук, Жигульовськ та інші.

## Історія вивчення
Поверхневі нафтогазопрояви у межах Волго-Уральської нафтогазоносної провінції у вигляді виходів рідкої нафти і асфальту в пермських і карбонових відкладах Поволжя і Татарстану відомі ще з XVII ст. Перший промисловий приплив нафти в Поволжі був одержаний в 1929 році з пермських відкладів в пошуковій свердловині …, пробуреній в районі Чусовських Городків, в північній частині Передуральського прогину.

## Нафтогазогеологічне районування
В структурі Волго-Уральської НГП виділяють такі нафтогазоносні області:
- Татарська (Татарське склепіння)
- Бірська (Бірська сідловина)
- Пермсько-Башкірська
- Верхньокамська
- Мелекес-Абдулінська
- Оренбурзько-Уфімська
- Жигулівсько-Пугачовська
- Саратовська
- Доно-Медведицька

## Геологічна будова
У геологічній будові Волго-Уральської НГП беруть участь відклади широкого стратиграфічного діапазону — від верхнього протерозою до неогену. Породи осадового чохла древньої Східноєвропейської платформи залягають з кутовою і стратиграфічною незгідністю на відкладах кристалічного фундаменту архейсько-протерозойського віку. За даними геофізичних досліджень і глибокого буріння, фундамент сильно розчленований мережею глибинних розломів, у зв'язку з чим його поверхня має різні глибини залягання, що на думку дослідників відображає його блокову будову. У центрі провінції (Татарське склепіння) поверхня фундаменту залягає на глибинах 1,5-2,0 км. У депресійних зонах, що обмежують склепіння, глибина залягання фундаменту сягає 5 км. За даними глибинного сейсмічного зондування поверхня фундаменту занурена на глибину до 7 км у районах міст Абдуліно та Уфа і до 10-12 км — у Башкірсько-Оренбурзькому Передураллі. Відповіно змінюється і потужність осадового чохла, складеного породами верхнього протерозою і фанерозою.

### Стратиграфія
Зведений стратиграфічний розріз осадового чохла Волго-Уральської НГП містить знизу догори:
- теригенні мілководно-морські відклади бавлінської товщі верхньопротерозойсько-рифейського віку. Вони представлені пісковиками і аргілітами. Загальна потужність товщі змінюється від 0 до 460 м.
- теригенні морські відклади середньодевонського віку, представлені здебільшого аргілітами темно-сірими, тонкодисперсними, щільними. Потужність товщі змінюється від 0 до 62 м.
- карбонатні відклади верхнього девону
- теригенні і карбонатні утворення карбону
- евапоритова товща пермі
- теригенні відклади мезозою і кайнозою

### Тектоніка
Основними додатніми геоструктурними елементами першого порядку в межах провінції є виступи кристалічного фундаменту, яким в осадовому чохлі відповідають великі склепіння: Татарське, Жигулівсько-Пугачовське, Оренбурзьке і Пермо-Башкірське. Склепіння розділені Верхньокамською і Мелекес-Абулінсько западинами та Бірською сідловиною. Деякі з них мають грабеноподібну будову. Крім того, виділяють зони Доно-Медведицьких і Саратовських дислокацій.
Верхньокамська та Мелекес-Абдулінська западини та Бірська сідловина частково входять до складу Камсько-Кінельської системи прогинів, яка простягається з південного сходу Східноєвропейської платформи на північний захід через Оренбурзьку, Самарську і Ульянівську області на відстань до 400 км, а потім завертає впродовж 200 км у субмеридіональному напрямку в бік Передуральського прогину і далі простягається у північно-східному напрямку на відстані до 400 км через території Татарстану, Башкортостану і Пермської області. В плані це система похованих прогинів, яка ускладнює будову палеозойських відкладів східної частини Східноєвропейської платформи. Вона має коліноподібну форму з низкою відгалужень на півночі і півдні.
Система похованих прогинів перетинає великі тектонічні структури: Жигулівсько-Пугачовський мегавал, західну частину Мелекес-Абдулінського прогину, Татарське склепіння (між південною і східною його вершинами), Бірську сідловину, Пермсько-Башкірське склепіння — і заходить у Передуральський прогин. Переважає думка про приуроченість прогинів до зон глибинних розломів у кристалічному фундаменті Східноєвропейської платформи. В меах Волго-Уральської антеклізи повсюдно представлені розломні дислокації, які не тільки обмежують тектонічні структури першого порядку, а й розбивають їх на низку дрібніших блоків, утворюючи при цьому лінійні системи девонських мікрограбенів. Останні простягаються на відстань до 200—400 км, і до них приурочені великі вали асиметричної будови, або структурні уступи (флексури). Вали ускладнені локальними структурами куполоподібної або брахіантиклінальної форми. В системі Камсько-Кінельських прогинів і на територіях, що їх облямовують, мають розвиток підняття різних типів. Тектонічні структури характерні для осьових зон прогинів, а рифогенні підняття розвинуті в прибортових зонах. Саме з ними і пов'язана нафтогазоносність провінції.

## Родовища
До 1990 р. відкрито бл. 1000 родовищ.

### Нафтові
- Ромашкінське
- Новоєлхівське
- Бавлінське
- Туймазинське
- Шкапівське
- Арланське
- Манчарівське
- Кієнгопське
- Чутирське
- Кулешівське
- Покровське

### Газові
- Коробковське
- Муханівське

### Газоконденсатні
- Оренбурзьке

Підмурівок платформи докембрійський, гетерогенний. Потужність платформеного рифей-вендського і палеозойського чохла 9-12 км. Розріз осадового чохла представлений континентальними, прибережно-мор. і мор. утвореннями — рифей-вендського, девонського, кам.-вуг. і пермського комплексів порід. Виявлений ряд великих склепінь (Татарський, Пермсько-Башкирський, Жигульовсько-Оренбургський і інш.), западин, валів і прогинів. Промислово нафтогазоносні відклади девону, карбону і пермі. Продуктивні горизонти виявлені на глиб. 0,5-5 км і більше. Поклади в осн. пластові склепінчасті, масивні. Дебіти свердловин в умовах нормального гідростатич. тиску середні (до 100—200 т/добу) і невеликі.

## Технологія розробки
Розробка покладів здійснюється, як правило, з підтримкою пластового тиску. Нафти г.ч. парафінового типу, сер. і високої щільності (820—890 кг/м³), сірчисті (0,5-3,0%), смолисті. Газові шапки і розчинені в нафті гази містять до 98% азотного газу.